# Darreries

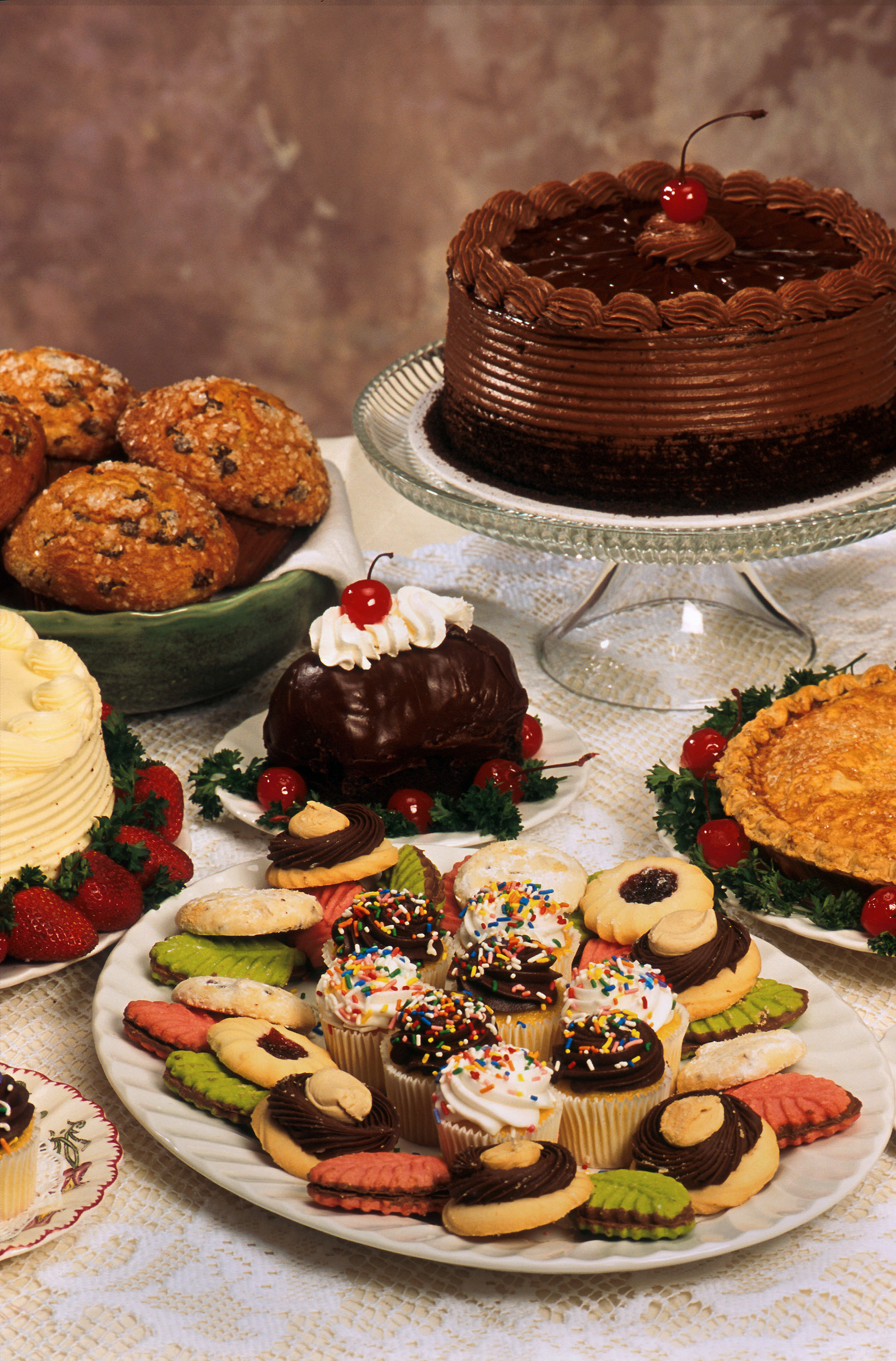
Algunes darreries dolces.

Les darreries, les postres o el llevant de taula o fi de taula (en català medieval) són, a la nostra cultura, una peça de fruita o un dolç que es menja per a acabar un dinar o un sopar. Aquests dos àpats solen constar d'un primer plat (típicament amanida, verdura, sopa o hidrats de carboni en forma d'arròs, pasta, etc.), un segon plat (típicament amb tall o proteïna amb un acompanyament) i les darreries.
Després de les postres, en un àpat molt complet, es pot beure un cafè, que pot anar acompanyat d'alguna galeta o pasteta, i després encara hom podria prendre un digestiu, normalment un licor fort per a "tancar l'estómac". Abans del primer plat hom pot haver pres un aperitiu.

## Orígens
El mot darreries, que fa una referència evident al darrer plat d'un àpat, és un mot patrimonial de la nostra llengua tant com llevant de taula, els quals foren reivindicats per Pompeu Fabra i Joan Coromines per tal de substituir el castellanisme postres, malgrat que avui dia han reculat en la llengua en favor de la paraula postres, que prové del castellà postre. Així mateix, hi ha institucions com ara la Universitat de les Illes Balears que encara recomanen l'ús preferent de darreries en lloc de postres.
En altres llengües, com l'italià o l'anglès, es fa servir la paraula francesa dessert, que ve de desservir, o sigui de desparar taula.
El costum de menjar fruita fresca o seca al final d'un àpat és molt antiga, però es va perdre a les classes més pobres durant l'edat mitjana.
Francesc Eiximenis escriu que, a l'Edat Mitjana "les classes més pobres s'alimentaven de pa d'ordi, cebes, alls, cansalada i aigua", sense darreries, per tant; les classes mitjanes tampoc es podien en principi permetre menjar fruita, i els seus àpats consistien en un sol plat "cuinat de carn o peix amb llegums", mentre que les classes "privilegiades", a part del seu primer i segon plat amb carn a l'ast, olla i salses, no tenien encara res anomenat postres però "començaven l'àpat amb fruita i l'acabaven amb fruites (naturals, confitades o fruits secs), formatges, mel i mató, bunyols, torrons, massapans i cremes. Si l'àpat era de cerimònia servien neules. Al Llibre dels feits d'armes de Catalunya (1673-75), atribuït a Bernat Boades es parla d'unes darreries salades: Li'n faé un solemnial banquet, e per darreries li'n faé traure una gran plata d'oliues de Maylorques.
El fet d'afegir un dolç (un pastís, per exemple) i dir-ne darreries no va començar a estendre's almenys a les classes mitjanes fins al segle xix. En aquesta època hi començà a haver una certa indústria del sucre i els pastissos podien per primer cop ser abordables per a les classes mitjanes. D'altra banda, en aquests temps es posa de moda un tipus de cuina burgesa, només accessible a aristòcrates i alta burgesia, molt carregada d'ingredients cars, salses i massa abundant, a la qual no podien mancar-hi postres molt riques i elaborades.

## Darreries als Països Catalans
En la cultura dels Països Catalans, les postres solen constar d'una peça de fruita o de fruita preparada, per exemple, variada i tallada (macedònia) o tallada i macerada amb sucre i algun altre ingredient com la canyella, el vi, el suc de taronja, etc. També pot ser fruita seca (postres de músic) o anar acompanyada de formatge (típicament el raïm, les peres o les pomes). Si no, unes altres postres habituals poden ser el gelat o preparacions làcties dolces que es mengen amb cullera (postres de cullera), com la crema catalana, el flam, el iogurt, etc.
També poden haver-hi pastissos, coques o tortells, tradicionalment els diumenges, dies especials o de festa; que molt sovint es mengen de fet després de la fruita i no en comptes d'aquesta. Les galetes, magdalenes, els xurros, torrons, o el pa amb oli, sal i xocolata o el pa amb vi i sucre, etc., no necessàriament es consideren sempre postres pròpiament dites, sinó que poden servir d'esmorzar o de berenar, o simplement com a llaminadures per a menjar entre hores, potser per a acompanyar un cafè o una xocolata desfeta. El pa amb oli, sal i xocolata o el pa amb vi i sucre són o tradicionalment han sigut molt populars per l'hora del berenar als Països Catalans, i el primer s'ha recuperat com a darreries a molts restaurants moderns.
Els coberts per a postres, cullera o forquilla, són més petits que els dels plats principals (és a dir, el primer i el segon plat).

## Darreries en altres cultures

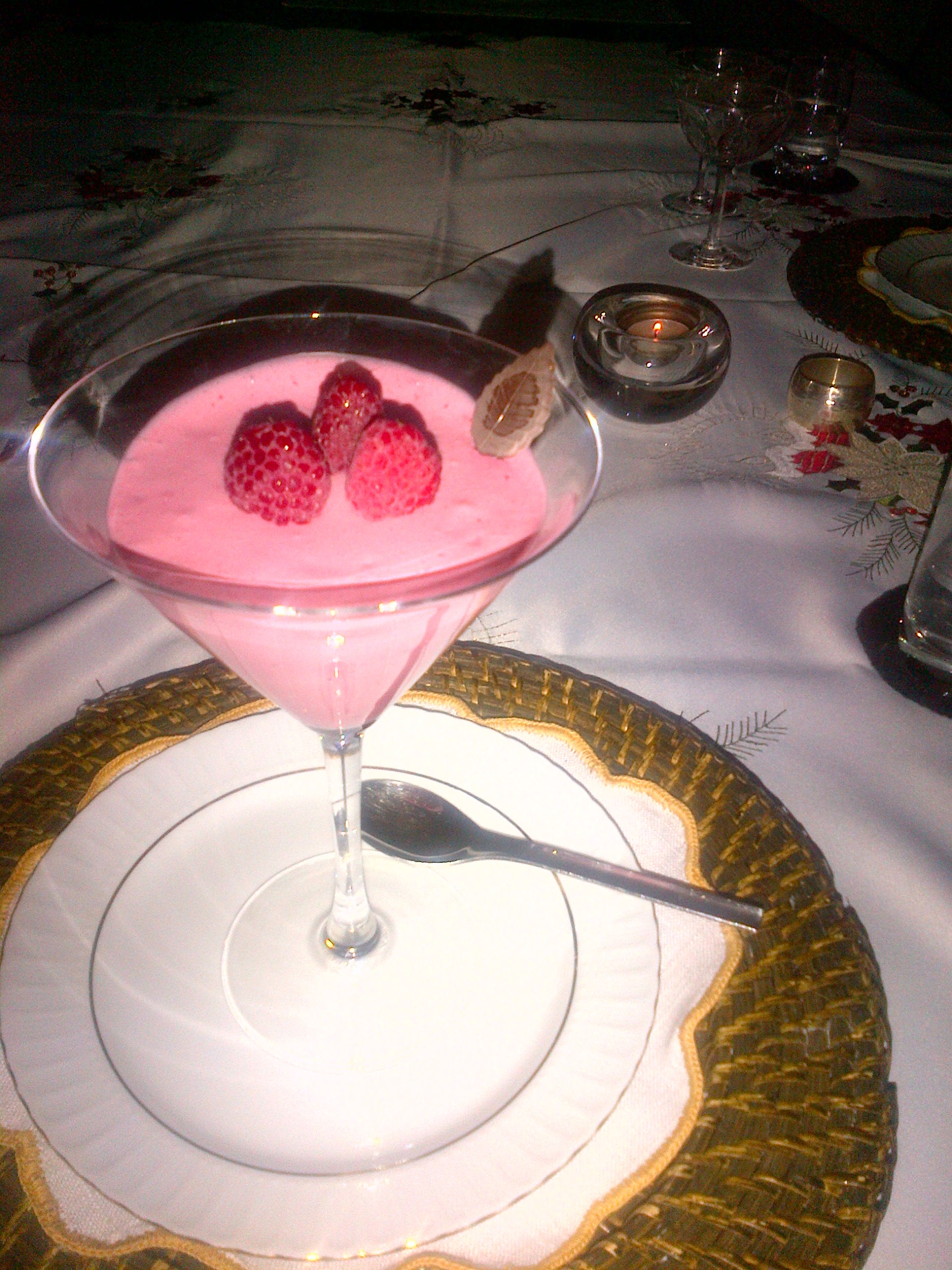
Bavarois de gerds, decorat amb gerds i una fulla de xocolata gust menta.

En canvi, en altres cultures les darreries les formen únicament els pastissos i les pastes de pastisseria i en d'altres de diferents les postres són formades per una beguda, per exemple un suc de fruita o una infusió dolça i freda. A alguns països asiàtics, per exemple, a la Xina, les postres no existeixen, tot i que sí que es mengen pastissos en ocasions especials. A Europa actualment solem associar les postres amb alguna cosa dolça, però no sempre ha estat així, a l'edat mitjana era habitual que hi hagués, per exemple, pollastre, o altres productes salats.
A la mediterrània en general la fruita són les darreries més habituals. Als països anglosaxons distingeixen entre dessert i pudding, sent el primer unes postres de fruita i el segon terme unes postres dolces. A França les darreries poden ser pa amb formatge.

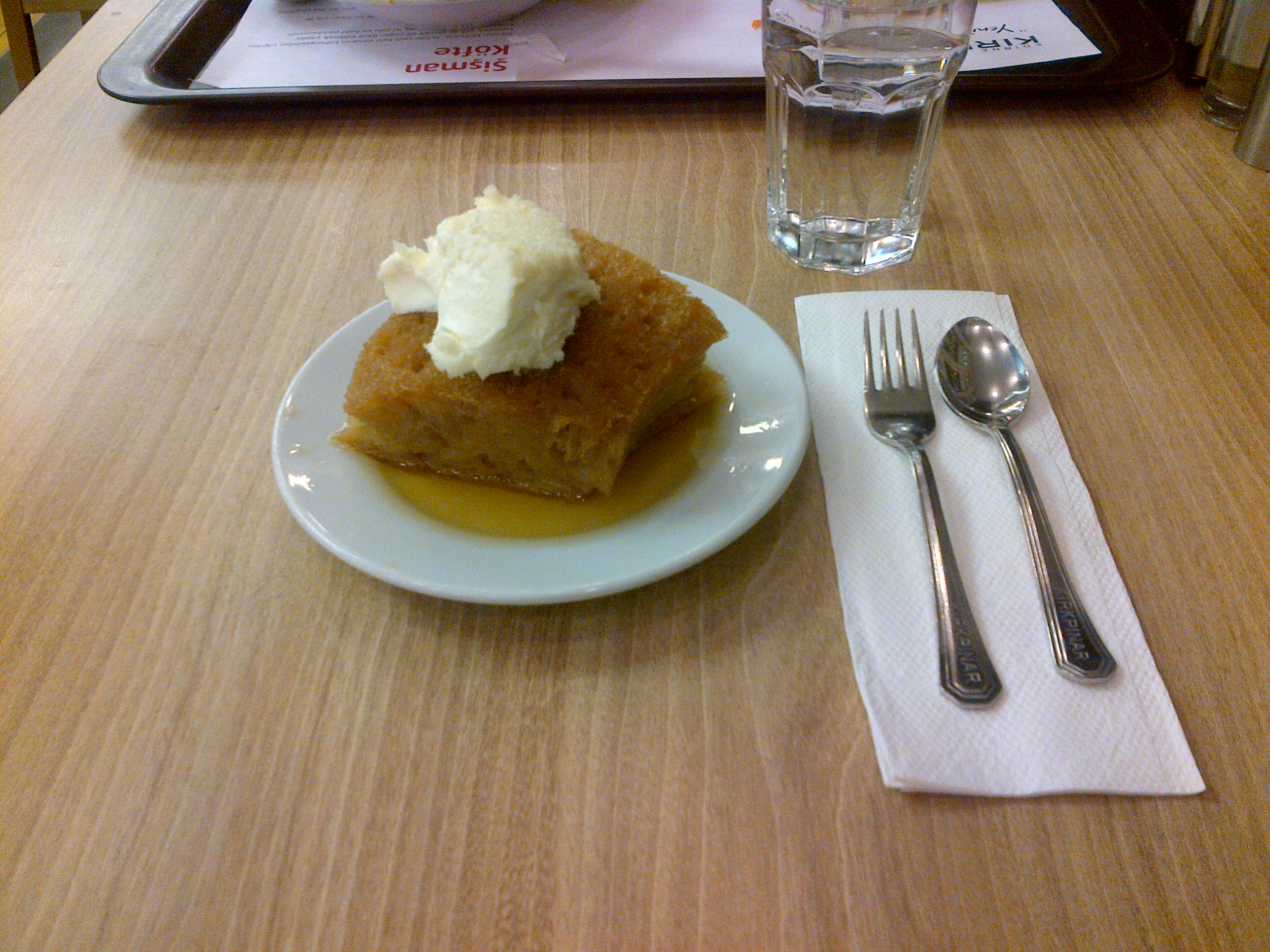
"Ekmek kadayıfı" amb kaymak, de la cuina turca.